# Jan Vitovec
Jan Vitovec Grebengradski (Ivan Bitovec, Jan Bitovac (? – ?, 1468.), češki plemić, vojnik plaćenik, grof zagorski ("grof od Zagorja"). Obnašao dužnost slavonskog bana. Kovao je vlastiti novac. Usporedno s Nikolom Iločkim ban cijele Slavonije od 1457. do 1463. godine.
Nosio je naslov Grebengradskog.
U povijesnim ga izvorima nalazimo i kao Ivan Vitovec", "pan Jan", "de Greben", "Bitovec", "Wittowicz zum Greben", "Witobecz", "Vitovecz". Imao je sinove Jurja, Vilima (u. 1510.), Ivana i kći Katarinu (udanu za Nikolu Széchyja Gornjolendavskog).

## Životopis
Najvjerojatnije se je rodio u Moravskoj (ili Češkoj) i vjerojatno potiče iz skromne moravske plemićke obitelji Vitoviških i Zlinskih (»Vitovic a ze Zlína«), među kojima se spominje 1440. godine neki Peter Roman Vitoviški. Kao husitski borac školovao se u ratnom umijeću. Ulrik II. Celjski je možda 1438. – 1439. upoznao iskusnog vojnika Vitovca za boravka u Češkoj. Od 1439. bio je u službi Celjskih te je nakon smrti Alberta II. Habsburgovca sudjelovao u prijestolnim sukobima što su se vodili između Vladislava I. Jagelovića i kraljice udovice Elizabete, koja je nastojala osigurati ugarsko prijestolje svojemu sinu Ladislavu V. Postumu. Pritom je ratovao na kraljičinoj strani. Sudjelovao je i u borbama u srednjovjekovnoj Slavoniji te je kraj Samobora pobijedio Vladislavova pristašu Stjepana Banffyja Lendavskoga (1441.) (Banffy ili Banić; kako Vitovec pobi generala Banfija, čitava se Slavonija tako poražena opisuje "da se jošt za vrěme Turoca starci ovoga pustošenja spominjahu"), a potom obranio Elizabetine gradove uza štajersku i austrijsku granicu. Nakon smrti bana Matka Talovca pomogao je Celjskima preuzeti njegove posjede, a na strani Celjskih ratovao je i za njihova sukoba s Jankom Hunyadyjem. Od 1451. do 1456. godine bio je podban slavonskoga bana Ulrika II. Celjskoga i križevački župan, a nakon njegove pogibije 1456. bio je imenovan slavonskim banom (tu je dužnost obnašao uz manje prekide do 1466. godine). Nakon izumiranja Celjskih preuzeo je većinu njihovih slavonskih posjeda. Od Ulrikove udovice kupio je Varaždin, a u zalog uzeo Krapinu. Nakon smrti Ladislava V. Posmrtnog kolebao se između rimsko-njemačkoga cara Fridrika III. (IV.) i kralja Matije Korvina, a naposljetku pristao uz potonjega. Fridrik mu je dao, a Matija potvrdio titulu zagorskoga grofa (1463.). God. 1465. s magistrom tavernika Ivanom Rozgonyijem (Rozgonom) zapovijedao je vojskom koju je Matija Korvin poslao protiv Osmanlija u Hum.
Naslov grofa zagorskoga priznao mu je 1459. car Fridrik III. kad mu je priznao posjed Lobor, a to je poslije u dvama navratima potvrdio kralj Matija Korvin  (g. 1463. i 1464.).
Do nedavno se u numizmatičkoj znanosti, posebice hrvatskoj, uopće nije znalo da je car Fridrik III. dodijelio Vitovcu pravo kovanja novca. Kovao je srebrene krajcare. Vitovčevi krajcari iskovani su u Krapini 1459. godine. Dugo se za ovu povlasticu kovanja znali tek iz pisanih izvora, poput careve isprave od 10. studenog 1459. godine. Tek je krajem 1990-ih Arheološki muzeju u Zagrebu uspio doći do nekoliko primjeraka.
U Vitovca se uzdala udovica posljednjeg iz obitelji Celjskih Katarina Branković. Preko njega htjela je ostvariti svoje nasljedstvo na celjske posjede, no Vitovec ju je ostavio. Već kao slavonski ban, držao je probitke novog mladog kralja Ladislava na svim poljima, pa i po pitanju baštine celjskih grofova. Vitovec je u toj igri uspio veći dio imutka Celjskih prisvojiti za sebe i svoje potomke. On je te posjede već uživao, tako da mu ih kralj Matijaš nije morao darovati, već je 18. svibnja 1463. potvrdio, zagorskom knezu i slavonskom banu Janu Vitovcu posjedovanje gradova Zagorske kneževine. Među te gradove spadaju Trakošćan, grad i varoš Varaždin i ini. Uzimajući u obzir manjak dostupnih povijesnih isprva, Vitovca se može smatrati stvarnim posjednikom Zagorske kneževine nakon 1456. godine.
16. lipnja 1458. kralj Matija Korvin darovao je Vitovcu zemljište razvaljenoga grada Vrbovca, očigledno stradalog u ratnim sukobima Celjskih s Fridrikom IV. ili zbog neodržavanja; status razvaljenog castruma Vrbovca potvrđen je u kraljevoj darovnici Vitovcu od svibnja 1463. Najesen iste godine pratio je Matiju Korvina u njegovom pohodu na Bosnu,kojom prigodom je oslobođen velik dio njenog teritorija i neke važne utvrde, među kojima i jajačka, koju su Korvinove postrojbe zauzele poslije dulje opsade na Božić iste godine. 
Jan Vitovec je vladao i tvrđavom Kostelom na sjevernom obronku Kunagore, Krapinom; kralj Matija Korvin lišio je Vitovčeve sinove radi nevjere dobara te je Krapinu darovao svome sinu Ivanu Korvinu), isto je bilo i s Oštrcgradom, Lobor gradom (iako ga je Juraj Vitovec prodao Ernustu od Čakovca i Tomi Bakaču), Belcom
Tako je Jan došao do mnogih časti i milosti koje nije zaslužio. No, sinovi mu Juraj i Vilim nisu bili tako snalažljivi u politici kao otac im Jan, ali su bili prevrtljivi i nevjerni kao on. Zbog odmetanja od kralja i dizanja bune, kralj je poslao vojsku na njih i oduzeo im imanja i časti.

## Vanjske poveznice
- Ivan Mirnik: Hrvatska znanstvena bibliografija. Pregled bibliografske jedinice broj: 234074, sažetak poglavlja/rada Kovnica novca u Krapini u knjizi Krapina i priče o Čehu, Lehu i Mehu (ur. Marijan Tenšek), Elektronika-Nakladnik, Krapina, 2005., str. 186. – 189., ISBN 953-95233-0-3</ref>
- (slo.) Vitovec grof Zagorski, Jan (?–1468), Slovenska biografija
- Dragutin Seljan: Google Knjige Zemljopis pokrajinah ilirskih iliti Ogledalo zemlje, na kojoj pribiva narod ilirsko-slavjanski sa opisanjem berdah, potokah, gradovah i znatnih městah polag sadanjeg stališa, s kratkim dogodopisnim dodatkom i priloženim krajobrazom iliti mapom, Dio I. (pokrajine austriansko-ilirske),  str. 167. – 168., angažman Jana Vitovca u ratovima